# Football aux Jeux olympiques d'été de 2024
Cet article traite de l'épreuve des Jeux olympiques 2024. Pour la compétition des Jeux paralympiques réservée aux déficients visuels et athlètes mal voyants, voir Football à 5 aux Jeux paralympiques d'été de 2024.
Navigation
Tokyo 2020 Los Angeles 2028
Les épreuves de football aux Jeux olympiques d'été de 2024 se tiennent dans sept stades situés dans sept villes françaises. Les compétitions ont lieu du 24 juillet au 10 août 2024.
Le tournoi masculin de football, avec 16 équipes, est réservé aux équipes nationales des espoirs (moins de 23 ans) à savoir des joueurs nés à partir du 1er janvier 2001, mais trois joueurs de plus de 23 ans dans chaque équipe sont autorisés à prendre part à la compétition.
Le tournoi féminin comporte 12 équipes, l'âge n'y est pas limité.

## Stades
Sept stades de sept villes accueillent les matchs des deux tournois olympiques.
| Nantes | Paris              |                   |
| Stade de la Beaujoire | Parc des Princes   |                   |
| capacité : 35 322 | capacité : 47 929  |                   |
| |                    |                   |
| [[Fichier:France location map-Regions and departements-2016.svg\|500px\|{{#if:\|{{{alt}}}\|Football aux Jeux olympiques d'été de 2024 est dans la page France.]]Marseille Décines-Charpieu Paris Bordeaux Saint-Étienne Nice Nantes |                    |                   |
| Décines-Charpieu |                    |                   |
| Stade de Lyon |                    |                   |
| capacité : 59 186 |                    |                   |
| |                    |                   |
| Saint-Étienne |                    |                   |
| Stade Geoffroy-Guichard |                    |                   |
| capacité : 41 965 |                    |                   |
| |                    |                   |
| Bordeaux | Marseille          | Nice              |
| Stade de Bordeaux | Stade de Marseille | Stade de Nice     |
| capacité : 42 115 | capacité : 67 394  | capacité : 36 178 |
| |                    |                   |

## Compétition

### Tournoi masculin

#### Qualifications
| Tournoi qualificatif                                             | Date                          | Lieu             | Places    | Qualifiés                              |
| ---------------------------------------------------------------- | ----------------------------- | ---------------- | --------- | -------------------------------------- |
| Pays organisateur                                                |                               |                  | 1         | France                                 |
| Championnat de la CONCACAF des moins de 20 ans 2022              | 18 juin au 3 juillet 2022     | Honduras         | 2         | République dominicaine (en) États-Unis |
| Euro espoirs 2023                                                | 21 juin au 8 juillet 2023     | Géorgie Roumanie | 3         | Espagne Israël Ukraine                 |
| Coupe d'Afrique des nations de football des moins de 23 ans 2023 | 24 juin au 8 juillet 2023     | Maroc            | 3         | Maroc Égypte Mali                      |
| Tournoi pré-olympique de l'OFC 2023                              | 27 août au 9 septembre 2023   | Nouvelle-Zélande | 1         | Nouvelle-Zélande                       |
| Coupe d'Asie de football des moins de 23 ans 2024                | 15 avril au 3 mai 2024        | Qatar            | 3         | Japon Ouzbékistan Irak                 |
| Tournoi pré-olympique de la CONMEBOL 2024                        | 20 janvier au 11 février 2024 | Venezuela        | 2         | Paraguay Argentine                     |
| Barrage AFC / CAF                                                | 9 mai 2024                    | France           | 1         | Guinée                                 |
| Total                                                            | Total                         | Total            | 16 places | 16 places                              |

#### Premier tour
| Groupe A                                  | Groupe B                     | Groupe C                                               | Groupe D                   |
| ----------------------------------------- | ---------------------------- | ------------------------------------------------------ | -------------------------- |
| France États-Unis Guinée Nouvelle-Zélande | Argentine Maroc Irak Ukraine | Ouzbékistan Espagne Égypte République dominicaine (en) | Japon Paraguay Mali Israël |

#### Tableau final
|  | Quarts de finale               | Quarts de finale       | Quarts de finale        | Quarts de finale       |        |        | Demi-finales                   | Demi-finales                   | Demi-finales                   | Demi-finales                   |                               |                               | Finale              | Finale              | Finale              | Finale              |
|  |                                |                        |                         |                        |        |        |                                |                                |                                |                                |                               |                               |                     |                     |                     |                     |
|  | 2 août 2024 - Bordeaux         | 2 août 2024 - Bordeaux | 2 août 2024 - Bordeaux  | 2 août 2024 - Bordeaux |        |        | 5 août 2024 - Décines-Charpieu | 5 août 2024 - Décines-Charpieu | 5 août 2024 - Décines-Charpieu | 5 août 2024 - Décines-Charpieu |                               |                               | 9 août 2024 - Paris | 9 août 2024 - Paris | 9 août 2024 - Paris | 9 août 2024 - Paris |
|  | 2 août 2024 - Bordeaux         | 2 août 2024 - Bordeaux | 2 août 2024 - Bordeaux  | 2 août 2024 - Bordeaux |        |        | 5 août 2024 - Décines-Charpieu | 5 août 2024 - Décines-Charpieu | 5 août 2024 - Décines-Charpieu | 5 août 2024 - Décines-Charpieu |                               |                               | 9 août 2024 - Paris | 9 août 2024 - Paris | 9 août 2024 - Paris | 9 août 2024 - Paris |
|  | France                         | France                 | 1                       | 1                      |        |        | 5 août 2024 - Décines-Charpieu | 5 août 2024 - Décines-Charpieu | 5 août 2024 - Décines-Charpieu | 5 août 2024 - Décines-Charpieu |                               |                               | 9 août 2024 - Paris | 9 août 2024 - Paris | 9 août 2024 - Paris | 9 août 2024 - Paris |
|  | France                         | France                 | 1                       | 1                      |        |        | 5 août 2024 - Décines-Charpieu | 5 août 2024 - Décines-Charpieu | 5 août 2024 - Décines-Charpieu | 5 août 2024 - Décines-Charpieu |                               |                               | 9 août 2024 - Paris | 9 août 2024 - Paris | 9 août 2024 - Paris | 9 août 2024 - Paris |
|  | Argentine                      | Argentine              | 0                       | 0                      |        |        | 5 août 2024 - Décines-Charpieu | 5 août 2024 - Décines-Charpieu | 5 août 2024 - Décines-Charpieu | 5 août 2024 - Décines-Charpieu |                               |                               | 9 août 2024 - Paris | 9 août 2024 - Paris | 9 août 2024 - Paris | 9 août 2024 - Paris |
|  | Argentine                      | Argentine              | 0                       | 0                      | France | France | 3 ap                           | 3 ap                           |                                |                                |                               |                               | 9 août 2024 - Paris | 9 août 2024 - Paris | 9 août 2024 - Paris | 9 août 2024 - Paris |
|  | 2 août 2024 - Marseille        |                        |                         |                        | France | France | 3 ap                           | 3 ap                           |                                |                                |                               |                               | 9 août 2024 - Paris | 9 août 2024 - Paris | 9 août 2024 - Paris | 9 août 2024 - Paris |
|  |                                |                        | Égypte                  | Égypte                 | 1      | 1      |                                |                                |                                |                                |                               |                               | 9 août 2024 - Paris | 9 août 2024 - Paris | 9 août 2024 - Paris | 9 août 2024 - Paris |
|  | Égypte                         | Égypte                 | Égypte                  | Égypte                 | 1      | 1      | 1 tab(5)                       | 1 tab(5)                       |                                |                                |                               |                               | 9 août 2024 - Paris | 9 août 2024 - Paris | 9 août 2024 - Paris | 9 août 2024 - Paris |
|  | Égypte                         | Égypte                 | 5 août 2024 - Marseille |                        |        |        | 1 tab(5)                       | 1 tab(5)                       |                                |                                |                               |                               | 9 août 2024 - Paris | 9 août 2024 - Paris | 9 août 2024 - Paris | 9 août 2024 - Paris |
|  | Paraguay                       | Paraguay               | 1ap (4)                 | 1ap (4)                |        |        |                                |                                |                                |                                |                               |                               | 9 août 2024 - Paris | 9 août 2024 - Paris | 9 août 2024 - Paris | 9 août 2024 - Paris |
|  | Paraguay                       | Paraguay               | 1ap (4)                 | 1ap (4)                | France | France | 3                              | 3                              |                                |                                |                               |                               |                     |                     |                     |                     |
|  | 2 août 2024 - Paris            |                        |                         |                        | France | France | 3                              | 3                              |                                |                                |                               |                               |                     |                     |                     |                     |
|  |                                |                        | Espagne                 | Espagne                | 5 ap   | 5 ap   |                                |                                |                                |                                |                               |                               |                     |                     |                     |                     |
|  | Maroc                          | Maroc                  | Espagne                 | Espagne                | 5 ap   | 5 ap   | 4                              | 4                              |                                |                                |                               |                               |                     |                     |                     |                     |
|  | Maroc                          | Maroc                  |                         |                        |        |        |                                |                                |                                |                                |                               |                               |                     |                     |                     |                     |
|  | États-Unis                     | États-Unis             | 0                       | 0                      |        |        |                                |                                |                                |                                |                               |                               |                     |                     |                     |                     |
|  | États-Unis                     | États-Unis             | 0                       | 0                      | Maroc  | Maroc  | 1                              | 1                              | Match pour la troisième place  | Match pour la troisième place  | Match pour la troisième place | Match pour la troisième place |                     |                     |                     |                     |
|  | 2 août 2024 - Décines-Charpieu |                        |                         |                        | Maroc  | Maroc  | 1                              | 1                              | Match pour la troisième place  | Match pour la troisième place  | Match pour la troisième place | Match pour la troisième place |                     |                     |                     |                     |
|  |                                |                        | Espagne                 | Espagne                | 2      | 2      |                                |                                | 8 août 2024 - Nantes           | 8 août 2024 - Nantes           | 8 août 2024 - Nantes          | 8 août 2024 - Nantes          |                     |                     |                     |                     |
|  | Japon                          | Japon                  | Espagne                 | Espagne                | 2      | 2      | 0                              | 0                              | 8 août 2024 - Nantes           | 8 août 2024 - Nantes           | 8 août 2024 - Nantes          | 8 août 2024 - Nantes          |                     |                     |                     |                     |
|  | Japon                          | Japon                  |                         |                        |        |        |                                | 0                              |                                |                                | Égypte                        | Égypte                        | 0                   | 0                   |                     |                     |
|  | Espagne                        | Espagne                | 3                       | 3                      |        |        |                                |                                |                                |                                | Égypte                        | Égypte                        | 0                   | 0                   |                     |                     |
|  | Espagne                        | Espagne                | 3                       | 3                      | Maroc  | Maroc  | 6                              | 6                              |                                |                                |                               |                               |                     |                     |                     |                     |
|  |                                |                        |                         |                        |        |        |                                |                                |                                |                                |                               |                               |                     |                     |                     |                     |

### Tournoi féminin

#### Qualifications
| Tournoi qualificatif                                     | Date                       | Lieu            | Places    | Qualifiées        |
| -------------------------------------------------------- | -------------------------- | --------------- | --------- | ----------------- |
| Pays organisateur                                        |                            |                 | 1         | France            |
| Championnat féminin de la CONCACAF 2022                  | du 4 au 18 juillet 2022    | Mexique         | 1         | États-Unis        |
| Copa América 2022                                        | du 8 au 30 juillet 2022    | Colombie        | 2         | Brésil Colombie   |
| Barrage de la CONCACAF                                   | du 22 au 26 septembre 2023 | Jamaïque Canada | 1         | Canada            |
| Tournoi pré-olympique de l'OFC                           | du 7 au 19 février 2024    | Samoa           | 1         | Nouvelle-Zélande  |
| Phase finale de la Ligue des nations de l'UEFA 2023-2024 | du 23 au 28 février 2024   | multiple        | 2         | Espagne Allemagne |
| Tournoi pré-olympique de l'AFC (en)                      | du 24 au 28 février 2024   | multiple        | 2         | Australie Japon   |
| Tournoi pré-olympique de la CAF                          | du 1er au 9 avril 2024     | multiple        | 2         | Zambie Nigeria    |
| Total                                                    | Total                      | Total           | 12 places | 12 places         |

#### Premier tour
| Groupe A                                        | Groupe B                                      | Groupe C                             |
| ----------------------------------------------- | --------------------------------------------- | ------------------------------------ |
| - France - Colombie - Canada - Nouvelle-Zélande | - Zambie - États-Unis - Allemagne - Australie | - Espagne - Japon - Nigeria - Brésil |

#### Tableau final
|  | Quarts de finale               | Quarts de finale     | Quarts de finale               | Quarts de finale     |            |            | Demi-finales            | Demi-finales            | Demi-finales                   | Demi-finales                   |                                |                                | Finale               | Finale               | Finale               | Finale               |
|  |                                |                      |                                |                      |            |            |                         |                         |                                |                                |                                |                                |                      |                      |                      |                      |
|  | 3 août 2024 - Nantes           | 3 août 2024 - Nantes | 3 août 2024 - Nantes           | 3 août 2024 - Nantes |            |            | 6 août 2024 - Marseille | 6 août 2024 - Marseille | 6 août 2024 - Marseille        | 6 août 2024 - Marseille        |                                |                                | 10 août 2024 - Paris | 10 août 2024 - Paris | 10 août 2024 - Paris | 10 août 2024 - Paris |
|  | 3 août 2024 - Nantes           | 3 août 2024 - Nantes | 3 août 2024 - Nantes           | 3 août 2024 - Nantes |            |            | 6 août 2024 - Marseille | 6 août 2024 - Marseille | 6 août 2024 - Marseille        | 6 août 2024 - Marseille        |                                |                                | 10 août 2024 - Paris | 10 août 2024 - Paris | 10 août 2024 - Paris | 10 août 2024 - Paris |
|  | 1A                             | France               | 0                              | 0                    |            |            | 6 août 2024 - Marseille | 6 août 2024 - Marseille | 6 août 2024 - Marseille        | 6 août 2024 - Marseille        |                                |                                | 10 août 2024 - Paris | 10 août 2024 - Paris | 10 août 2024 - Paris | 10 août 2024 - Paris |
|  | 1A                             | France               | 0                              | 0                    |            |            | 6 août 2024 - Marseille | 6 août 2024 - Marseille | 6 août 2024 - Marseille        | 6 août 2024 - Marseille        |                                |                                | 10 août 2024 - Paris | 10 août 2024 - Paris | 10 août 2024 - Paris | 10 août 2024 - Paris |
|  | 3C                             | Brésil               | 1                              | 1                    |            |            | 6 août 2024 - Marseille | 6 août 2024 - Marseille | 6 août 2024 - Marseille        | 6 août 2024 - Marseille        |                                |                                | 10 août 2024 - Paris | 10 août 2024 - Paris | 10 août 2024 - Paris | 10 août 2024 - Paris |
|  | 3C                             | Brésil               | 1                              | 1                    | Brésil     | Brésil     | 4                       | 4                       |                                |                                |                                |                                | 10 août 2024 - Paris | 10 août 2024 - Paris | 10 août 2024 - Paris | 10 août 2024 - Paris |
|  | 3 août 2024 - Décines-Charpieu |                      |                                |                      | Brésil     | Brésil     | 4                       | 4                       |                                |                                |                                |                                | 10 août 2024 - Paris | 10 août 2024 - Paris | 10 août 2024 - Paris | 10 août 2024 - Paris |
|  |                                |                      | Espagne                        | Espagne              | 2          | 2          |                         |                         |                                |                                |                                |                                | 10 août 2024 - Paris | 10 août 2024 - Paris | 10 août 2024 - Paris | 10 août 2024 - Paris |
|  | 1C                             | Espagne              | Espagne                        | Espagne              | 2          | 2          | 2 tab(4)                | 2 tab(4)                |                                |                                |                                |                                | 10 août 2024 - Paris | 10 août 2024 - Paris | 10 août 2024 - Paris | 10 août 2024 - Paris |
|  | 1C                             | Espagne              | 6 août 2024 - Décines-Charpieu |                      |            |            | 2 tab(4)                | 2 tab(4)                |                                |                                |                                |                                | 10 août 2024 - Paris | 10 août 2024 - Paris | 10 août 2024 - Paris | 10 août 2024 - Paris |
|  | 3A                             | Colombie             | 2ap (2)                        | 2ap (2)              |            |            |                         |                         |                                |                                |                                |                                | 10 août 2024 - Paris | 10 août 2024 - Paris | 10 août 2024 - Paris | 10 août 2024 - Paris |
|  | 3A                             | Colombie             | 2ap (2)                        | 2ap (2)              | Brésil     | Brésil     | 0                       | 0                       |                                |                                |                                |                                |                      |                      |                      |                      |
|  | 3 août 2024 - Paris            |                      |                                |                      | Brésil     | Brésil     | 0                       | 0                       |                                |                                |                                |                                |                      |                      |                      |                      |
|  |                                |                      | États-Unis                     | États-Unis           | 1          | 1          |                         |                         |                                |                                |                                |                                |                      |                      |                      |                      |
|  | 1B                             | États-Unis           | États-Unis                     | États-Unis           | 1          | 1          | 1 ap                    | 1 ap                    |                                |                                |                                |                                |                      |                      |                      |                      |
|  | 1B                             | États-Unis           |                                |                      |            |            |                         |                         |                                |                                |                                |                                |                      |                      |                      |                      |
|  | 2C                             | Japon                | 0                              | 0                    |            |            |                         |                         |                                |                                |                                |                                |                      |                      |                      |                      |
|  | 2C                             | Japon                | 0                              | 0                    | États-Unis | États-Unis | 1 ap                    | 1 ap                    | Match pour la troisième place  | Match pour la troisième place  | Match pour la troisième place  | Match pour la troisième place  |                      |                      |                      |                      |
|  | 3 août 2024 - Marseille        |                      |                                |                      | États-Unis | États-Unis | 1 ap                    | 1 ap                    | Match pour la troisième place  | Match pour la troisième place  | Match pour la troisième place  | Match pour la troisième place  |                      |                      |                      |                      |
|  |                                |                      | Allemagne                      | Allemagne            | 0          | 0          |                         |                         | 9 août 2024 - Décines-Charpieu | 9 août 2024 - Décines-Charpieu | 9 août 2024 - Décines-Charpieu | 9 août 2024 - Décines-Charpieu |                      |                      |                      |                      |
|  | 2A                             | Canada               | Allemagne                      | Allemagne            | 0          | 0          | 0ap (2)                 | 0ap (2)                 | 9 août 2024 - Décines-Charpieu | 9 août 2024 - Décines-Charpieu | 9 août 2024 - Décines-Charpieu | 9 août 2024 - Décines-Charpieu |                      |                      |                      |                      |
|  | 2A                             | Canada               |                                |                      |            |            |                         | 0ap (2)                 |                                |                                | Espagne                        | Espagne                        | 0                    | 0                    |                      |                      |
|  | 2B                             | Allemagne            | 0 tab(4)                       | 0 tab(4)             |            |            |                         |                         |                                |                                | Espagne                        | Espagne                        | 0                    | 0                    |                      |                      |
|  | 2B                             | Allemagne            | 0 tab(4)                       | 0 tab(4)             | Allemagne  | Allemagne  | 1                       | 1                       |                                |                                |                                |                                |                      |                      |                      |                      |
|  |                                |                      |                                |                      |            |            |                         |                         |                                |                                |                                |                                |                      |                      |                      |                      |

## Résultats

### Podiums
| Épreuves                   | Or         | Argent | Bronze    |
| -------------------------- | ---------- | ------ | --------- |
| Hommes résultats détaillés | Espagne    | France | Maroc     |
| Femmes résultats détaillés | États-Unis | Brésil | Allemagne |

### Tableau des médailles
- Pays organisateur (France)

| Rang  | Nation     | Or | Argent | Bronze | Total |
| ----- | ---------- | -- | ------ | ------ | ----- |
| 1     | Espagne    | 1  | 0      | 0      | 1     |
| 1     | États-Unis | 1  | 0      | 0      | 1     |
| 2     | Brésil     | 0  | 1      | 0      | 1     |
| 2     | France     | 0  | 1      | 0      | 1     |
| 3     | Allemagne  | 0  | 0      | 1      | 1     |
| 3     | Maroc      | 0  | 0      | 1      | 1     |
| Total | Total      | 2  | 2      | 2      | 6     |